# 姜拆错
姜拆错（藏語：ལྗང་ཁྲའི་མཚོ།，威利转写：ljang khra'i mtsho，THL：Jangtré Tso）也作亚土错，位于中国西藏自治区那曲市班戈县境内，地处班戈县北部，扎加臧布中游河谷中。湖面海拔4664米，面积24.5平方公里。湖区气候干寒，年均气温约-4℃左右，年均降水量300毫米。湖水主要靠泉集河径流补给。集水区面积136平方公里。湖水经北端的尔鄂河注入扎加臧布。